# 金明完
金 明完（キム・ミョンワン、김명완、きん めいかん、1978年2月2日 - ）は、韓国の囲碁棋士。釜山出身、許壮会九段門下、韓国棋院所属、九段。高麗大学校卒業。BCカード杯新人王戦準優勝3回、三星火災杯世界オープン戦ベスト8など。

## 経歴
珍島生まれ、釜山出身。1994年入段。1995年、BCカード杯戦本戦入り。1996年、BCカード杯戦、バッカス杯天元戦本戦入り。1997年、第1期SKガス杯新鋭プロ十傑戦リーグ入りし、2組リーグで同率首位となるが安祚永との決戦に敗れる。1998年、99年、BCカード杯新人王戦に連続準優勝。1998年、高麗大学校新聞放送学科入学。2000年五段。2001年六段。2002年BCカード杯新人王戦準優勝、KT杯戦ベスト16。2003年韓国ドリームリーグ出場、棋聖戦ベスト16。2004年韓国囲碁リーグにボハエチームで出場。
2005年三星火災杯ベスト8進出。2006年、物価情報杯プロ棋戦リーグ入り。2007年八段。2008年九段。
2010年に韓国囲碁世界化事業でアメリカ・ロサンゼルスに派遣。
韓国棋士ランキングでは1995年36位。

### 主な棋歴
- 三星火災杯世界オープン戦 ベスト8 2005年（○王雷、○鶴山厚志、×胡耀宇）
- BCカード杯新人王戦 準優勝 1998、99、2002年
- SKガス杯新鋭プロ十傑戦 3位 2000年